# Атлетика на Летњим параолимпијским играма 2016 — 400 метара за жене T37
Трка на 400 метара у класи 37 за жене, била је једна од 29 дисциплина атлетског програма на Летњим параолимпијским играма 2016. у Рио де Жанеиру, Бразил. Такмичење је одржано 12. и 13. септембра на Олимпијском стадиону Жоао Авеланж.

## Земље учеснице
Учествовало је 11 такмичарки из 8 земаља.
1. Источни Тимор (1)
2. Јужноафричка Република (1)
3. Кина (3)
4. Намибија (1)
5. Немачка (2)
6. Тунис (1)
7. Уједињено Краљевство (1)
8. Француска (1)

## Рекорди пре почетка такмичења
(стање 8. септембра 2016.)
| Рекорди пре почетка Параолимпијских игара 2016.     | Рекорди пре почетка Параолимпијских игара 2016. | Рекорди пре почетка Параолимпијских игара 2016. | Рекорди пре почетка Параолимпијских игара 2016. | Рекорди пре почетка Параолимпијских игара 2016. | Рекорди пре почетка Параолимпијских игара 2016. |
| --------------------------------------------------- | ----------------------------------------------- | ----------------------------------------------- | ----------------------------------------------- | ----------------------------------------------- | ----------------------------------------------- |
| Светски рекорд                                      | 1:00,63                                         | Georgina Hermitage                              | Велика Британија                                | Арбон, Швајцарска                               | 6. јун 2015.                                    |
| Параолимпијски рекорд                               | 1:04,79                                         | Лиза Макинтош                                   | Аустралија                                      | Сиднеј, Аустралија                              | 23. октобар 2000.                               |
| Рекорди после завршених Параолимпијских игара 2016. |                                                 |                                                 |                                                 |                                                 |                                                 |
| Параолимпијски рекорд                               | 1:03,44                                         | Georgina Hermitage                              | Велика Британија                                | Рио де Жанеиро, Бразил                          | 12. септембар 2016.                             |
| Светски рекорд                                      | 1:00,53                                         | Georgina Hermitage                              | Велика Британија                                | Рио де Жанеиро, Бразил                          | 13. септембар 2016.                             |
| Параолимпијски рекорд                               | 1:00,53                                         | Georgina Hermitage                              | Велика Британија                                | Рио де Жанеиро, Бразил                          | 13. септембар 2016.                             |

## Сатница
| Датум               | Време | Ниво               |
| ------------------- | ----- | ------------------ |
| 12. септембар 2016. | 10:24 | Квалификације (Г1) |
| 12. септембар 2016. | 10:32 | Квалификације (Г2) |
| 13. септембар 2016. | 10:14 | Финале             |

Сва времена су по локалном времену (UTC+3)

## Освајачи медаља
|                                           |                    |                   |
| Georgina Hermitage · Уједињено Краљевство | Сјаојен Вен · Кина | Неда Бахи · Тунис |

## Резултати

### Квалификације
Квалификације су одржане 12.9.2016. годину у 10:34 и 10:32. Такмичарке су биле подељене у две групе. У финале су се пласирале прве 3 такмичарке из сваке групе и 2 на основу резултата.,,
| Пласман | Група | Атлетичарка        | Земља                  | Класа | ЛР      | ЛРС     | Резултат | Белешка    |
| ------- | ----- | ------------------ | ---------------------- | ----- | ------- | ------- | -------- | ---------- |
| 1.      | 1     | Georgina Hermitage | Уједињено Краљевство   | Т37   | 1:00,63 | 1:00,63 | 1:03,44  | КВ, ПР     |
| 2.      | 2     | Сјаојен Вен        | Кина                   | Т37   | 1:04,75 | 1:04,75 | 1:03,73  | КВ, РР, ЛР |
| 3.      | 2     | Манди Франсоа-Ели  | Француска              | Т37   | 1:05,55 | 1:08,12 | 1:04,94  | КВ, ЛР     |
| 4.      | 1     | Неда Бахи          | Тунис                  | Т37   | 1:05,62 | 1:05,62 | 1:05,28  | КВ, РР, ЛР |
| 5.      | 1     | Фенфен Ђанг        | Кина                   | Т37   | 1:05,46 | 1:05,46 | 1:05,68  | КВ         |
| 6.      | 2     | Лизел Гоувс        | Јужноафричка Република | Т37   | 1:05,95 | 1:08,32 | 1:07,86  | КВ, ЛРС    |
| 7.      | 2     | Јингли Ли          | Кина                   | Т37   | 1:05,40 | 1:05,40 | 1:08,84  | кв         |
| 8.      | 1     | Јохана Бенсон      | Намибија               | Т37   | 1:08,51 | 1:08,51 | 1:10,79  | кв         |
| 9.      | 2     | Маике Хаусбергер   | Немачка                | Т37   | 1:10,45 | 1:12,08 | 1:12,22  | ЛР         |
| 10.     | 1     | Изабел Фердер      | Немачка                | Т37   | 1:11,95 | 1:12,07 | 1:16,25  |            |
| 11.     | 2     | Домингас да Коста  | Источни Тимор          | Т37   |         |         | 1:26,26  | ЛРС        |

### Финале
Финале је одржано 13.9.2016. годину у 10:14.,,
| Пласман | Атлетичарка        | Земља                  | Класа | Резултат | Белешка    |
| ------- | ------------------ | ---------------------- | ----- | -------- | ---------- |
|         | Georgina Hermitage | САД                    | Т37   | 1:00,53  | СР, ПР, ЛР |
|         | Сјаојен Вен        | Кина                   | Т37   | 1:03,28  | РР, ЛР     |
|         | Неда Бахи          | Тунис                  | Т37   | 1:03,71  | РР, ЛР     |
| 4.      | Фенфен Ђанг        | Кина                   | Т37   | 1:05,66  |            |
| 5.      | Манди Франсоа-Ели  | Француска              | Т37   | 1:06,09  |            |
| 6.      | Јингли Ли          | Кина                   | Т37   | 1:07,45  |            |
| 7.      | Лизел Гоувс        | Јужноафричка Република | Т37   | 1:09,08  |            |
| 8.      | Јохана Бенсон      | Холандија              | Т37   | 1:12,35  |            |